# Cikó, Tolna
Cikó  este un sat în districtul Bonyhád, județul Tolna, Ungaria, având o populație de 890 de locuitori (2011). 

## Demografie
Componența etnică a satului Cikó
     Maghiari (86,67%)
     Germani (11,58%)
     Romi (1,42%)
     Necunoscut (0,33%)
     Alții (0,33%)
Componența confesională a satului Cikó
     Romano-catolici (65,62%)
     Fără religie (10,56%)
     Reformați (1,8%)
     Luterani (1,12%)
     Necunoscută (20%)
     Atei (0,9%)
Conform recensământului din 2011, satul Cikó avea 890 de locuitori. Din punct de vedere etnic, majoritatea locuitorilor (86,67%) erau maghiari, existând și minorități de germani (11,58%) și romi (1,42%). Apartenența etnică nu este cunoscută în cazul a 0,33% din locuitori.  Din punct de vedere confesional, majoritatea locuitorilor (65,62%) erau romano-catolici, existând și minorități de persoane fără religie (10,56%), reformați (1,8%) și luterani (1,12%). Pentru 20,0% din locuitori nu este cunoscută apartenența confesională.